# Сава Петрович-Негош
Сава Петрович-Негош (серб. Сава Петровић Његош; 18 січня 1702, Негуші, Чорногорія — 9 березня 1782 р., Цетинський монастир, Чорногорія) — видатний діяч, князь-єпископ і митрополит Чорногорії в період з 1735 року до 1782 року. Він був другим правителем роду Петрович-Негошів. Наступник єпископа Данила Петрович-Негоша, який помер 11 січня 1735 року.

## Посади
- (22 січня 1735—1750) — одноосібний правитель Чорногорії
- (1750-10 березня 1766) — співправитель Василія
- (10 березня 1766-2 листопада 1767) — одноосібний правитель Чорногорії
- (2 листопада 1767-жовтень 1773) — співправитель Степана Малого
- (жовтень 1773—1781) — одноосібний правитель Чорногорії
- (1781-9 березня 1782) — співправитель Арсенія Пламенаца

## Початок правління
Сава народився у родовому селі Негуші. Був сином Марко Дамьянова та двоюрідним братом попередника Данила Петрович-Негоша.
Данило, який прагнув привести Саву поступово у політичні справи держави, дав йому титул співробітництва в 1720-х роках. Наказав, щоб спадкоємцем став Сава Петрович-Негош, який знаходився в істинному розумінні аскетичного ченця, замкнутою людиною, прямо протилежним Данила, йому мав перейти і духовний стан, і престол Чорногорії. Він виявився старанним ченцем, намагався не дозволяти будь-яких конфліктів, Сава волів залишити своїх співвітчизників, які залежать від Венеції і в разі необхідності сплати податки османам. Він спробував уникнути конфліктів з турками і зміцнювати зв'язки з Росією і Венеціанською республікою. У 1735 році, в якому Сава офіційно став Владика, нова війна вибухнула між Росією і Османською імперією (1735—1739), яку Австрія швидко розпочала на боці Росії.

## Міжнародна політика
У 1736 році він допоміг Росії і Австрії в їх війні з Туреччиною. Він подорожував по Росії. Імператриця Єлизавета Петрівна видала свою грамоту, якою похвалила чорногорців і визнала їх хоробрість і заслуги для Росії в боротьбі за звільнення християн на Сході. Як і слід було очікувати, це віталося сербами в Австро-Угорщині, Боснії і Герцеговині, Сербії і Чорногорії, зокрема, які були готові пожертвувати всім у їх довгій боротьбі за повну незалежність. Активність гайдуків зросла, вони погрожували не тільки османам, які контролювали Боснію і Герцеговину, а й Венеції, яка править на прибережній території Далмації та сусідньому Дубровнику. Але в той час Сава, очевидно, не мав практично ніякого впливу на події, які відбулися, він все ще продовжував шукати якесь умиротворення з Венецією. Саме така політика задовольняла його консервативний характер.
Метою Сави було забезпечення більш відкритих кордонів для Чорногорії, яка вже страждає під блокад, встановлених після вторгнення  західних і східних сусідів з усіх боків.
Австрійський уряд спонукав сербів покинути свої села і міста і приєднатися до австрійської армії. Добра воля сербської ієрархії була необхідна австрійцям в тривалих війнах проти Османської імперії. Тим часом на початку австрійські успіхи в поході проти турків, за підтримки сотень сербських добровольців послідували серйозні невдачі, після чого Австрія була змушена поступитися територію. У 1740 році новий Скадарський паша почав підготовку до наступу в регіоні. Вибір на користь переговорів замість війни, сербські племена з Брда відправили сорок своїх вождів до розташованих місць для переговорів тільки, щоб вони захопили і обезголовили, а інший 400 своїх співвітчизників, взятих у рабство за наказом самого пасу. Сильному натиску Сава вирішив наслідувати приклад свого попередника, тобто зверталися за допомогою до православної Росії, пропонуючи надати сербські війська на службу в імператорських російських військ в обмін на ту чи іншу форму російського протекторату над Чорногорією.
Восени 1742 року Сава вирушив особисто, і після приїзду в Санкт-Петербург навесні наступного року представив справу Чорногорії  імператриці Єлизаветі Петрівні. Імператриця обіцяла фінансову допомогу, в тому числі додаткові кошти для монастиря Цетинє, але не хотів порушувати питання про політичну домовленість, яка б дозволити мати Чорногорії будь-який військовий захист.
Подорожуючи тим шляхом по Берліні[уточнити], Фрідріх Великий нагородив Саву золотим хрестом, такі знаки уваги були дотриманням його надії, і його подорож стала поворотним пунктом у долі Чорногорії. Саме після подорожі Сава ініціював свій вихід з громадського життя. Своїм наступником він призначив з 1750 року до 1766 року князя- єпископа Василя Петрович Негоша, який був його другим племінником. Під час свого правління Сава отримував фінансову допомогу з боку імператриці Єлизавети Петрівни. Надано Чорногорії (500 рублів раз на три роки, допомога 3000 чоловік, єпископ Сава ще 1000 рублів за той час) в основному використовується для будівництва монастиря Станевичі, яке було завершене в 1747 році.  Сава був у Росії та зарекомендував як лідера свого племінника Василя. 22 серпня в 1750 році у Белграді, за рекомендацією митрополита Сави Сербський Патріарх Афанасій II з Сремських Карловац висвятив митрополита Василя, що означало, що єпископ Сава віддалився від престолу. Дав йому ім'я «митрополита Чорногорії і екзарх Патріархату Печ».
Сава залишився співправителем Василя. Саме в цей стала ефективно покращуватися вища влада в Чорногорії та її представництв за кордоном. Відбулася визначна подія на початку грудня в 1756 році, коли чорногорці здобули перемогу над армією боснійського візира Каміл Ахмет-паші, на території  Цетинє. Після Василя, який помер у Санкт-Петербурзі в 1766 році, Сава знову відновив свої обов'язки, і князя, і єпископа. Але в цей час з'явився самозванець Петро III (Степан Малий), який був правителем протягом 1767—1774 рр. Але все ж таки його вбили турецькі найманці у 1774 році. І Сава знову повертається до влади.

## Печська патріархія
У 1776 року сербська патріархія Печ була заборонена турками (грецьке духовенство також чинило тиск в цьому питанні). Коли сербський Патріархат Печ був під тиском грецького духовенства Сава відповів, написавши Московському митрополиту, що «сербська нація перебуває під жорстким рабством» і попросив Священний Синод Росії, щоб вона допомогла відновити сербський патріархат. Сава також написав лист російській імператриці з проханням «захистити сербів від грецького і турецького вторгнення…». Написав наступні слова: «Ми готові платити Росії в крові».

## Смерть
Митрополит Сава Петрович помер 9 березня 1782 року. Його могила знаходиться у дворі монастиря Цетинє, який він відбудував у 1743 році після його спалення 1714 року.